# Pedicellaster eximius
Pedicellaster eximius är en sjöstjärneart som beskrevs av Alexander Michailovitsch Djakonov 1949. Pedicellaster eximius ingår i släktet Pedicellaster och familjen Pedicellasteridae. Inga underarter finns listade i Catalogue of Life.